# Rattlesnakes
Pour les articles homonymes, voir Rattlesnake.
Albums de Lloyd Cole and the Commotions
Easy Pieces
(1985)
Singles
1. Perfect Skin
Sortie : 11 mai 1984
2. Forest Fire
Sortie : 17 août 1984
3. Rattlesnakes
Sortie : 2 novembre 1984

Rattlesnakes est le premier album du groupe britannique Lloyd Cole and the Commotions, sorti le 12 octobre 1984.
Il se classe 13e dans les charts britanniques. Trois singles en sont extraits : Perfect Skin, Forest Fire et Rattlesnakes.
L'album sort en CD pour la première fois en avril 1985 avec des titres supplémentaires (les faces B des singles).
En 2004, à l'occasion du vingtième anniversaire de l'album, une édition Deluxe sort avec un second CD contenant des raretés.  
La chanson Are You Ready to Be Heartbroken? a été reprise par Sandie Shaw en 1986.

## L'album
Étrange album aux sonorités européennes et américaines et aux influences très diverses dévoilées par Lloyd Cole lui-même (Bob Dylan, Booker T. and the M.G.'s, Joan Didion, Renata Adler, Simone de Beauvoir, Norman Mailer...), il est considéré aujourd'hui comme l'un des meilleurs albums des années 1980. Il est notamment inclus dans Les 1001 albums qu'il faut avoir écoutés dans sa vie . 

### Liste des titres
Toutes les chansons sont écrites et composées par Lloyd Cole sauf mentions.
| 1. | Perfect Skin           |                     | 3:16 |
| 2. | Speedboat              |                     | 4:37 |
| 3. | Rattlesnakes           | - Cole - Neil Clark | 3:28 |
| 4. | Down on Mission Street |                     | 3:49 |
| 5. | Forest Fire            |                     | 4:39 |

| 6.  | Charlotte Street                      |                           | 3:55 |
| 7.  | 2cv                                   |                           | 2:52 |
| 8.  | Four Flights Up                       | - Cole - Lawrence Donegan | 2:37 |
| 9.  | Patience                              | - Cole - Blair Cowan      | 3:40 |
| 10. | Are You Ready to Be Heartbroken? (en) | - Cole - Clark            | 3:06 |

### Titres bonus sur l'édition CD de 1985
| No  | Titre                     | Auteur           | Durée |
| --- | ------------------------- | ---------------- | ----- |
| 11. | Sweetness                 |                  | 2:48  |
| 12. | Andy's Babies             | - Cole - Donegan | 2:50  |
| 13. | The Sea and the Sand      |                  | 3:02  |
| 14. | You Will Never Be No Good | - Cole - Cowan   | 2:41  |

### Titres du second CD de l'édition Deluxe 2004
| No  | Titre                                                           | Auteur           | Durée |
| --- | --------------------------------------------------------------- | ---------------- | ----- |
| 1.  | Are You Ready to Be Heartbroken? (demo)                         | - Cole - Clark   | 2:08  |
| 2.  | Perfect Skin (demo)                                             |                  | 3:09  |
| 3.  | Glory (Live at Nightmoves (15/06/84))                           | Tom Verlaine     | 2:29  |
| 4.  | Beautiful City (Live at The Marquee (05/11/84))                 |                  | 3:43  |
| 5.  | Charlotte Street (Live at The Marquee (05/11/84))               |                  | 3:40  |
| 6.  | Sweetness (Live at The Barrowlands (09/09/85))                  |                  | 2:42  |
| 7.  | 2cv (Live at The Barrowlands (09/09/85))                        |                  | 2:50  |
| 8.  | Patience (Saturday Live – BBC Radio 1 Session (26/05/84))       | - Cole - Cowan   | 3:21  |
| 9.  | Forest Fire (Richard Skinner Session – BBC Radio 1 (05/07/84))  |                  | 4:13  |
| 10. | Speedboat (Richard Skinner Session – BBC Radio 1 (05/07/84))    |                  | 3:59  |
| 11. | Rattlesnakes (Richard Skinner Session – BBC Radio 1 (05/07/84)) | - Cole - Clark   | 3:29  |
| 12. | The Sea And The Sand                                            |                  | 3:03  |
| 13. | You Will Never Be No Good                                       | - Cole - Cowan   | 2:39  |
| 14. | Andy's Babies                                                   | - Cole - Donegan | 2:52  |
| 15. | Glory                                                           | Verlaine         | 2:39  |
| 16. | Sweetness                                                       |                  | 2:51  |
| 17. | Beautiful City                                                  |                  | 3:37  |
| 18. | Jesus Said                                                      | - Cole - Clark   | 3:13  |

## Musiciens
- Neil Clark : guitare
- Lloyd Cole : chant, guitare
- Blair Cowan : claviers
- Lawrence Donegan : basse
- Stephen Irvine : batterie, tambourin

## Classements hebdomadaires
| Classement (1984-1985)        | Meilleure place |
| ----------------------------- | --------------- |
| Australie (Kent Music Report) | 28              |
| Canada (RPM Top Albums)       | 68              |
| Nouvelle-Zélande (RIANZ)      | 13              |
| Pays-Bas (Mega Album Top 100) | 17              |
| Royaume-Uni (UK Album Chart)  | 13              |
| Suède (Sverigetopplistan)     | 25              |

## Certification
| Pays              | Certification | Unités certifiées |
| ----------------- | ------------- | ----------------- |
| Royaume-Uni (BPI) | Or            | 100 000           |